# Julia Marlowe
Julia Marlowe (de son vrai nom Sarah Frances Frost), née le 17 août 1866 à Caldbeck ou près de Keswick dans le Cumberlandshire et morte le 12 novembre 1950 à New York, est une actrice américaine.

## Biographie
Sarah Frances Frost naît le 17 août 1866 à Caldbeck ou près de Keswick.
Elle arrive aux États-Unis en 1871. En 1878, elle rejoint la Juvenile Opera Company, qui présente H.M.S. Pinafore, The Chimes of Normandy et d'autres opéras légers, dans lesquels elle est connue sous le nom de Fanny Brough. Par la suite, elle tient un rôle d'enfant dans Rip Van Winkle. Elle prend ensuite sa retraite, étudie à New York pendant trois ans, puis fait ses débuts en métropole dans le rôle de Parthenia dans Ingomar. Parmi les rôles qu'elle interprète par la suite, citons Viola dans Twelfth Night ; Rosalind dans As You Like It ; Highland Mary dans For Bonnie Prince Charlie (1897) ; Barbara Frietchie dans la pièce du même nom de Clyde Fitch (1899), et Charlotte Oliver dans The Cavalier (1903). D'autres pièces dans lesquelles elle a tenu les rôles titres sont Colinet et When Knighthood Was in Flower. Le 28 mai 1894, elle se marie avec Robert Taber, qui avait été son premier rôle dans Roméo et Juliette en 1888. Ils jouent ensemble pendant une saison, mais en raison d'un désaccord, ils se séparent par la suite, et en 1900, Mme Taber obtient le divorce. En 1904, elle rejoint Edward Hugh Sothern et, pendant plusieurs années, ils jouent ensemble des rôles shakespeariens. En 1911, ils se marient et, en 1924, elle se retire de la scène. Leurs représentations des pièces de Shakespeare sont considérées comme les meilleures jamais données aux États-Unis. Elle reçoit des diplômes honorifiques de l'Université George Washington et de l'Université Columbia.
Julia Marlowe meurt le 12 novembre 1950 à New York.